# João Carlos Schmidt
João Carlos Schmidt (* 1967 in Brasilien) ist ein promovierter Theologe und als Superintendent Leiter der Evangelisch-Lutherischen Kirche in Baden (ELKiB).

## Leben
Ursprünglich aus der Evangelisch-lutherischen Kirche Brasiliens stammend, studierte er dort Theologie, legte sein Vikariat ab und arbeitete vier Jahre in einer Kirchengemeinde im Süden Brasiliens. 1995 kam er nach Deutschland.
Von 1998 bis 2004 promovierte Schmidt an der Theologischen Fakultät der Erlanger Universität im Fach Missions- und Religionswissenschaft. Währenddessen und auch danach übernahm er regelmäßig ehrenamtlich Gottesdienstvertretungen in verschiedenen Gemeinden der Schwesterkirche der ELKiB, der Selbständigen Evangelisch-Lutherischen Kirche (SELK) in Süddeutschland und arbeitete im Bereich der Schul- und Sozialarbeit.
Schmidt betreute die Immanuelsgemeinde der SELK in Stuttgart während ihrer Vakanzzeit von 2014 bis 2017.
Seit Januar 2017 ist er Pfarrer der Simeonkirche der ELKiB in Karlsruhe. Seit dem 18. Oktober 2023 ist er Superintendent der ELKiB.
Schmidt ist verheiratet und hat zwei Kinder.